# Трендафил Захариев
Трендафил Захариев е български кинооператор.

## Биография
Роден е на 8 юни 1923 година в село Вакарел, Ихтиманско. През 1951 година завършва Филмовия и телевизионен факултет на Академията за сценични изкуства в Прага, Чехословакия.

## Филмография
- Признание (1969)
- Последният войвода (1967)
- Между двамата (1966)
- Късче небе за трима (1965)
- Непримиримите (1964)
- Капитанът (1963)
- Дом на две улици (1960)
- Нощта срещу 13-и (1960)
- Гераците (1958)
- Големанов (1958)
- Сиромашка радост (1958)
- Екипажът на „Надежда“ (1956)